# آفي بلوط
أبراهام (آفي) بْلوط ( (بالعبرية: אַבְרָהָם (אָבִי) אַהֲרֹן בְּלוּט‏) ؛ من مواليد عام 1974) هو لواء إسرائيلي ( ألوف )، يرأس حاليًا القيادة المركزية .
كان في السابق قائدًا للكتيبة 101 من المظليين، ولواء الكوماندوز 89، ولواء منطقة يهودا، وفرقة يهودا والسامرة .

## السيرة الذاتية والخدمة العسكرية
وُلِد بْلوط في القدس لأبويه أفرايم شوشانا.  كان يعيش في مستوطنة نِفيه تسوف في الضفة الغربية. تم تجنيده في الجيش الإسرائيلي في عام 1993. تطوع كمِظَلِيّ في لواء المظليين ، وفي عام 1995 أصبح ضابط مشاة بعد تخرجه من مدرسة المرشحين الضباط . خدم بلوث كقائد فصيلة في كتيبة المظليين 890 وقاتل في جنوب لبنان . وفي وقت لاحق تولى قيادة كتيبة المظليين 101 "بيتن" خلال العدوان الإسرائيلي على غزة عام 2008/2009 الذي أصيب فيه. وبعد ذلك تولى قيادة وحدة مجلان . وكان منصبه التالي قائدًا للواء يهودا الإقليمي. وفي وقت لاحق تولى قيادة لواء المظليين الاحتياطي. في عام 2017، تم تعيينه قائدًا للواء الكوماندوز 89 وفي عام 2018 تم اختياره ليكون السكرتير العسكري التالي لرئيس الوزراء. أثناء عمله كسكرتير عسكري لرئيس الوزراء، وبخه رئيس هيئة الأركان العامة ، غادي آيزنكوت، في 4 يناير/كانون الثاني 2019، لعدم تنفيذه في الوقت المحدد لتوجيهات رئيس الوزراء بتأخير إخلاء عامونا .  وفي عام 2021 تم تعيينه قائداً لفرقة يهودا والسامرة.
في 20 يونيو 2024، تمت ترقية بلوط إلى رتبة لواء، وفي 8 يوليو 2024، تم تعيينه قائدًا للقيادة المركزية (إسرائيل) . 

## إصداره أمرًا عسكريا لإغلاق مكتب الجزيرة في رام الله
في منصبه عام 2024، في صباح 22 أيلول فجرًا حوالي الساعة 4:00، اقتحم الجنود الإسرائيليون مقر ومكتب قناة الجزيرة في وسط مدينة رام الله، وقاموا بتسليم مدير مكتب الجزيرة، وليد العمري، أمرًا عسكريًا أصدره آفي بلوط بإغلاق المكتب وحظر عمل القناة لمدة 45 يومًا داخل الضفة الغربية. وجاء الأمر استنادًا إلى قانون الطوارئ 45، الذي تضمن إجراءً استثنائيًا وشهد انتهاكات عدة لحقوق الصحفيين والقوانين الدولية، حيث إن رام الله تابعة للسلطة الفلسطينية. كما قاموا بمصادرة الأجهزة الخاصة بالمكتب.
جاء هذا القرار بعد منع القناة من العمل وتغطية العدوان الإسرائيلي على غزة عام 2023 داخل حدود الخط الأخضر، وبذلك تكون القناة قد حُظرت بالكامل من حق مزاولة الصحافة داخل أراضي فلسطين التاريخية.